# Pöltzsch

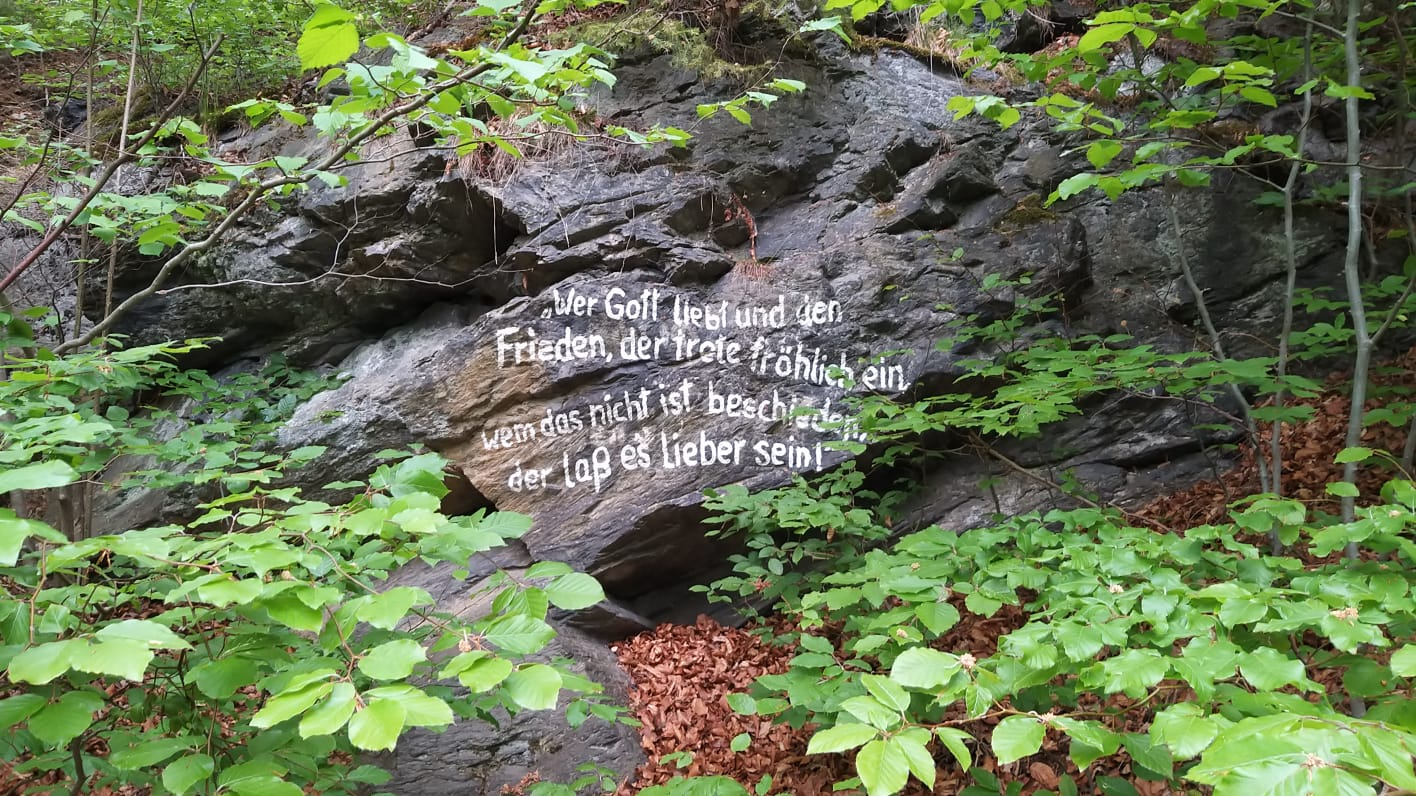
Poetenweg an der Pöltzsch: „Wer Gott liebt und den / Frieden, der trete fröhlich ein, / wem das nicht ist beschieden, / der laß es lieber sein!"“

Die Pöltzsch (seltener Eulenwasser und Sorgabach) ist ein rechter Zufluss der Göltzsch im sächsischen Vogtland. Der Name Pöltzsch wird in Verbindung mit dem Wort Fisch gebracht. Demnach hieße der Bach zu deutsch Fischbach. Der Begriff Eulenwasser rührt vom Eulenberg bei Vogelsgrün her.

## Verlauf
Die Pöltzsch entspringt auf etwa 668 m südlich des Ortes Vogelsgrün in einem Waldgebiet zwischen der Straße Zum Waldhaus und der Reiboldsgrüner Straße auf der Grenze der Vogelsgrüner zur Grünheider Flur, die sie anschließend etwa 200 m bildet. Später durchquert sie die Auerbacher Flurstücke Grünheide, Brunn und Sorga m. Hinterhain sowie Auerbach, bevor sie nach Rodewisch fließt.

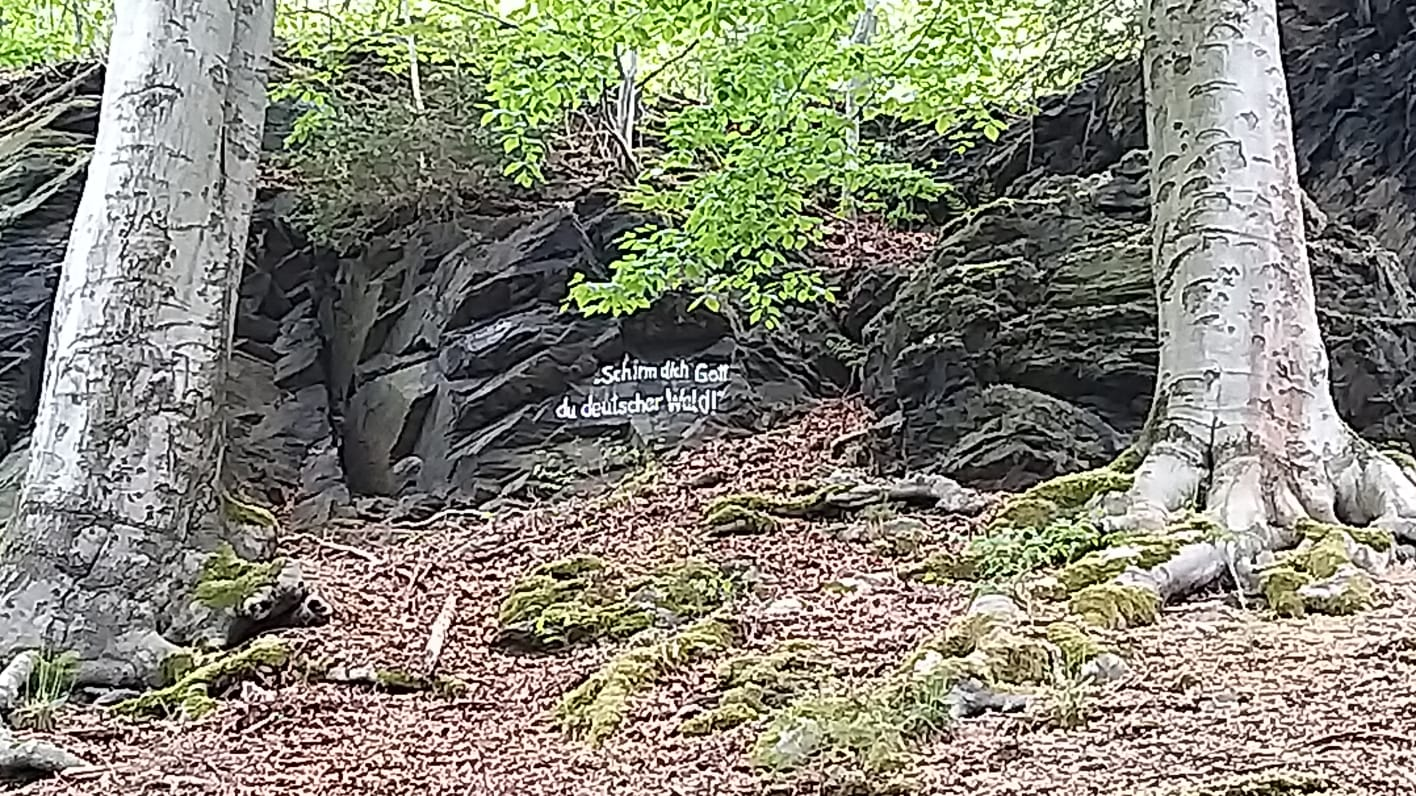
Fels des Höhenzuges Salzleithe am Poetenweg mit der Aufschrift: „Schirm dich Gott, du deutscher Wald!“ Die Felsen an der Pöltzsch sind meist Phyllitfelsen – der bekannteste ist der sogenannte Adlerfelsen, benannt nach dem ehemaligen Rittergutspächter.

Nahe der Ortseinfahrt der S 278 nach Brunn fließt der Vogelsgrüner Bach auf einer Höhe von etwa 545 m in die Pöltzsch. Er entspringt im Gegensatz zur Pöltzsch im nördlichen Ortsgebiet Vogelsgrüns. Nach dem Ort Brunn weiter bachabwärts fließt der Kuhbach in die Pöltzsch. Die Mündung liegt auf etwa 483 m. Der Kuhbach bildet seit seiner Quelle westlich von Schnarrtanne die Stadtgrenze Rodewischs zu Auerbach.  

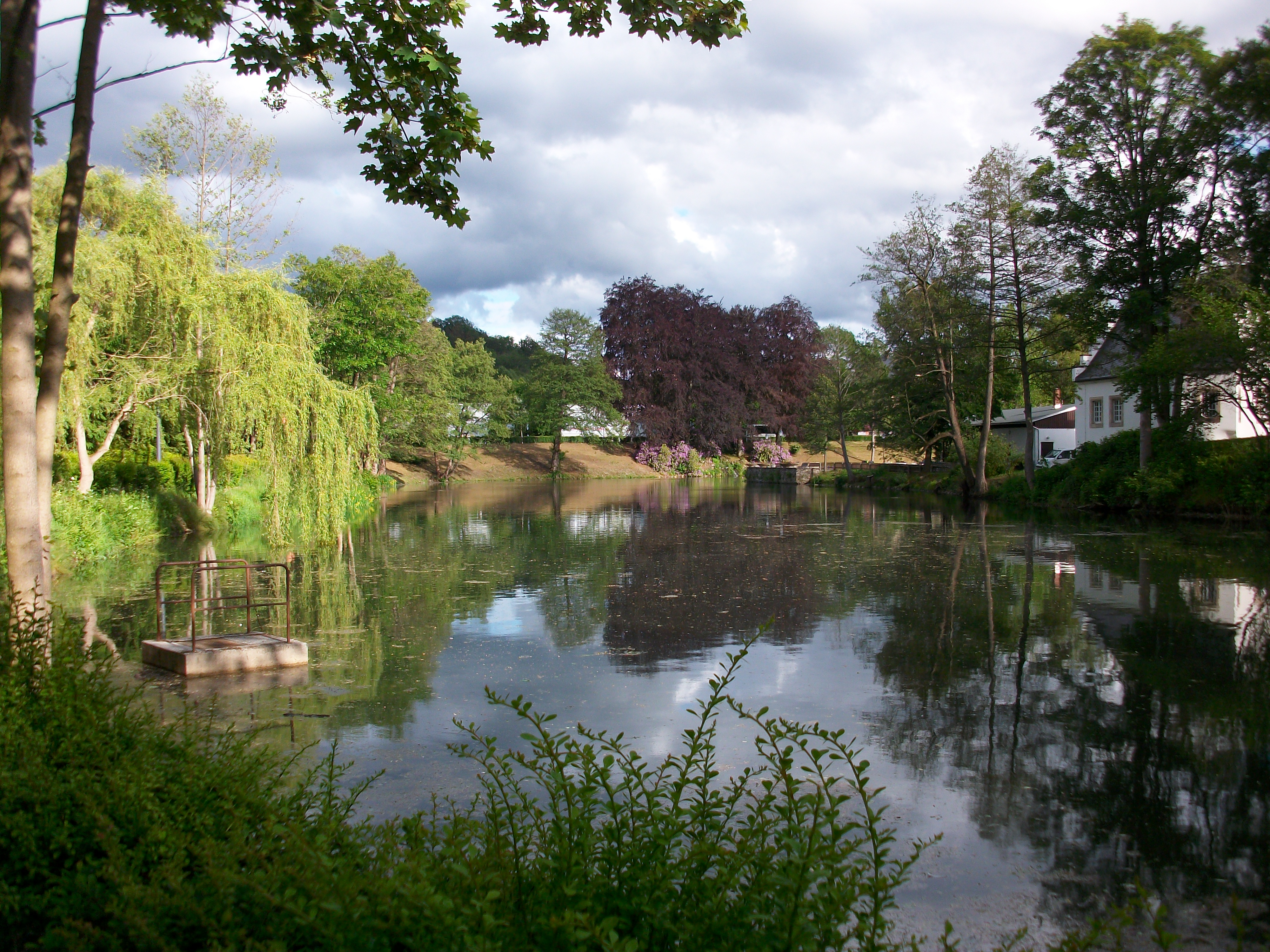
Schloßteich der Schloßinsel: Mit Wasser aus der Pöltzsch gespeist

Die Pöltzsch quert kurz darauf die Sorgaer Straße, die von Sorga nach Rützengrün führt. Seit dieser Straße verläuft an der Pöltzsch der bekannte Poetenweg. In dieser Gegend bildet die Pöltzsch auch die Stadtgrenze der beiden Städte, bis sie die Neue Rützengrüner Straße quert. Anschließend befindet sich die Pöltzsch auf Rodewischer Flur, fließt an der ERTEX vorbei und durch den Rodewischer Stadtpark bis zur Mündung in die Göltzsch nahe der Schloßinsel. Die Mündung liegt auf 427 m.
Die Pöltzsch entspringt in der Mikrogeochore „Landstufe bei Röthenbach“ und fließt in dieser die meiste Zeit. Das Mündungsgebiet liegt in der Mikrogeochore „Auerbacher Göltzsch-Tal“.

## Geschichte und Diverses
Die Pöltzsch wird amtlich als Eulenwasser (Pöltzsch) bezeichnet. Der Name Eulenwasser wird auch verwendet, ist aber ungebräuchlicher und wird zumeist am Oberlauf des Baches genutzt, da bei Vogelsgrün der Eulenberg liegt. Auch die Bezeichnung Sorgabach ist eher am Oberlauf zu finden, während Pöltzsch in Rodewisch bekannter ist.
Der Poetenweg ist ein in der Region durch die Natur beliebter Wanderweg, der an der Rodewischer Stiftstraße recht unauffällig beginnt und dann entlang der Salzleithe, die sich unter dem Berg auf dem sich das Klinikum Obergöltzsch befindet, verläuft und bis zur alten Sorgaer Mühle führt. An Felsen auf dem Poetenweg sind ca. 20 kurze Sprüche für Wanderer geschrieben.
Die Pöltzsch speist den Feuerlöschteich der ERTEX sowie den Schloßteich der Rodewischer Schloßinsel. Auch das Wasser des 1920 bis 1922 unter Bürgermeister Otto Pfeifer erbauten Rodewischer Strandbades nahe der Schloßinsel stammte aus der Pöltzsch. 1990 wurde der Betrieb aus hygienischen Gründen untersagt. Mittlerweile ist das Gebiet zugeschüttet. Die Idee eines neuen Bades wurde zugunsten des heute ebenfalls nicht mehr existenten Brunner Bades im Auerbacher Wald verworfen.

## Belege
1. ↑  https://geoviewer.sachsen.de/mapviewer/index.html
2. ↑  Siegfried Walther: Rodewisch im Wandel der Zeit . Eine Chronik und ein wenig mehr... Kapitel 3: Die Sachnamen von Rodewisch (Abschnitt Die Pöltzsch). Hrsg.: Stadtverwaltung Rodewisch. Rodewisch 2011, ISBN 978-3-942267-16-8, S. 38 f.
3. 1 2  Freistaat Sachsen: Geoportal-Sachsenatlas. Abgerufen am 14. Januar 2023.
4. ↑  LFZ Naturraumpotenziale Sachsen. Abgerufen am 15. Januar 2023.
5. ↑  Gesamtliste der Fließgewässer im Elbeeinzugsgebiet (fgg-elbe.de) (Seite 39)
6. ↑  Siegfried Walther: Rodewisch im Wandel der Zeit - Eine Chronik und ein wenig mehr... Kapitel 29: Der Untergang unseres Rodewischer Stadtbades. Hrsg.: Stadtverwaltung Rodewisch. Rodewisch 2011, ISBN 978-3-942267-16-8, S. 275–249.